# Волобуєв Роман Олегович
Роман Олегович Волобуєв (нар. 30 липня 1977, Москва, СРСР) — російський актор, кінорежисер, сценарист, журналіст і кінокритик.

## Біографія
З 2004 по 2012 — редактор журналу «Афіша». Брав участь у створенні видання «500 фільмів, що змінили світ» (2006, ISBN 5-91151-001-4), виданого в серії «Путівники „Афіші“». Разом з критиком Станіславом Зельвенським у 2008-10 роках вів на сайті видання кіноблог «Спойлер», потім підтримував колективний блог «Фільми та фестивалі».
З 2007 по 2008 рік Волобуєв був головним редактором російської версії кіножурналу Empire. У лютому 2012 року обійняв посаду заступника головного редактора російської версії журналу GQ.
Влітку 2013 року став відбірником московського кінофестивалю What The Film, концепція якого полягала в тому, що глядачам не повідомляли, яке кіно їм доведеться там побачити. Є членом ради фестивалю театру і кіно про сучасність «Текстура». Своїм улюбленим кінокритиком називає Роджера Еберта.

## Фільмографія

### Актор
- 2011 — Короткий курс щасливого життя (телесеріал) — Юрій, маніяк
- 2015 — Квест (телесеріал) — Ступкін, журналіст
- 2015 — Заклопотані, або Любов зла (телесеріал) — Володимир Семенов, фотограф

### Режисер
- 2015 — Завтра (пілотна серія телесеріалу)[9]
- 2016 — Холодний фронт
- 2016 — Блокбастер

### Сценарист
- 2015 — Завтра (пілотна серія телесеріалу)[9]
- 2015 — Квест (телесеріал)
- 2016 — Холодний фронт
- 2016 — Посередник (телесеріал, у виробництві)
- 2016 — Блокбастер

### Продюсер
- 2016 — Осколки / Middleground

### Монтажер
- 2015 — Завтра
- 2016 — Осколки / Middleground